# Топозеро
Топозеро (рус. Топозеро) је језеро у Русији. Налази се на територији Републике Карелија. Површина језера износи 986 km².